# هموفیلوس آنفلوانزا
هموفیلوس آنفلوآنزا یا باسیل فیفر (به لاتین: Pfeiffer's bacillus) یا باسیل آنفلوآنزا (به لاتین: Bacillus influenzae)، باسیل‌های گرم منفی ای هستند؛ که اولین بار در یک اپیدمی آنفلوآنزا در سال ۱۸۹۲ توسط ریچارد فایفر توصیف شدند. هموفیلوس آنفلوآنزا عضوی از خانواده پاستورلاسیه است. این باکتری، هوازی است اما می‌تواند در حالت بی هوازی اختیاری نیز رشد کند. هموفیلوس آنفلوآنزا به اشتباه تا سال ۱۹۳۳ به عنوان عامل آنفلوآنزا در نظر گرفته می‌شد؛ تا اینکه عامل ویروسی آنفلوآنزا کشف شد. با این وجود، هموفیلوس آنفلوآنزا می‌تواند بیماری‌های گوناگونی را در انسان ایجاد کند.
هموفیلوس آنفلوآنزا، اولین موجودی است که ژنوم آن به‌طور کامل و به روش ژن به ژن در سال ۱۹۹۵ تعیین توالی شد.

## سروتیپ‌ها
هموفیلوس آنفلوآنزا به دو شکل ک‍پسول دار و بی ک‍پسول دیده می‌شود. سویه‌های کپسول دار بر اساس آنتی‌ژنهای کپسولی به ۶ گروه a,b،c,d،e,f تقسیم‌بندی می‌شوند. تنوع ژنتیکی در سویه‌های بدون کپسول بیش از سویه‌های کپسول دار است. سویه‌های دارای کپسول سروتیپ b یا به اصطلاح Hib، از مهم‌ترین سویه‌های ایجادکننده بیماری (مانند اپی گلوتیت) هستند. کپسول موجب مقاومت نسبت به فاگوسیتوز و سیستم کمپلمان می‌شود. سویه‌های بدون کپسول، ویژگی‌های تهاجمی کمتری دارند.

## بیوتیپ‌ها
هموفیلوس آنفلوآنزا بر اساس واکنش‌های بیوشیمیایی تولید اندول، فعالیت اوره آزی و فعالیت اورنیتین دکربوکسیلازی به ۸ بیوتیپ (I تا VIII) تقسیم‌بندی می‌شود. بیشتر موارد مننژیت هموفیلوس آنفلوآنزا مربوط به بیوتیپ I است.

## بیماری‌ها

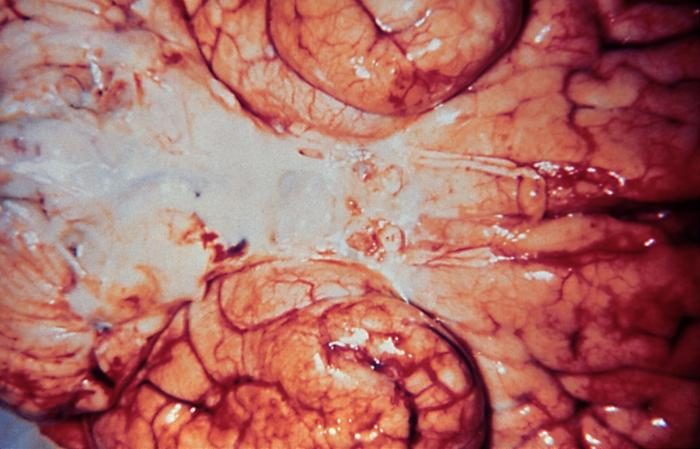
تصویر نمای زیرین مغزی را نشان می‌دهد که به‌دلیل عفونت با باکتری گرم منفی Haemophilus influenzae مبتلا به مننژیت شده است.

بیشتر سویه‌های هموفیلوس آنفلوآنزا فرصت طلب هستند. آن‌ها بدون ایجاد بیماری در بدن میزبان زندگی می‌کنند. در شرایط خاص مانند بیماری‌های ویروسی، کاهش سیستم ایمنی بدن، التهابات مزمن مانند آلرژی‌ها، باکتری فعال می‌شود. بیشتر عفونت‌های هموفیلوس در کودکان و نوزادان دیده می‌شود. هموفیلوس آنفلوآنزا تیپ b، عفونت‌هایی مانند باکتریمی (عفونت خون)، پنومونی و مننژیت ایجاد می‌کنند. گاهی اوقات نیز موجب سلولیت، اپی گلوتیت، استئومیلیت و آرتریت عفونی می‌شوند. سویه‌های غیرکپسول دار موجب عفونت گوش، التهاب ملتحمه، سینوزیت و پنومونی در کودکان می‌شوند.

## تشخیص
تشخیص بیماری از طریق کشت یا آگلوتیناسیون لاتکس صورت می‌گیرد. هنگامی که باکتری از مناطق استریل بدن جدا شود، تشخیص قطعی خواهد بود. اگر باکتری از حلق یا خلط جدا شود نشان دهنده بیماری نیست زیرا افراد غیر بیمار نیز ممکن است حامل بدون علامت باکتری باشند اما اگر از مایع مغزی-نخاعی یا خون جدا شود بیانگر عفونت است.

## کشت
برای کشت باکتری می‌توان از محیط آگار شکلاتی به همراه فاکتور X (همین) و فاکتور V (نیکوتین آمید آدنین دی نوکلئوتید)، دمای ۳۷ درجه سانتی گراد و انکوباتور غنی از دی‌اکسید کربن استفاده کرد. رنگ آمیزی گرم، باکتری را به شکل باسیل‌های گرم منفی نشان می‌دهد. باکتری از نظر تولید آنزیم‌های کاتالاز و اکسیداز مثبت است. هموفیلوس آنفلوآنزا می‌تواند در ناحیه همولیتیک استافیلوکوک اورئوس در محیط آگار خون دار رشد کند زیرا همولیز گلبول‌های قرمز توسط استافیلوکوک اورئوس موجب آزادسازی فاکتور V مورد نیاز برای هموفیلوس خواهد شد. هموفیلوس آنفلوآنزا در خارج از ناحیه همولیتیک نمی‌تواند رشد کند چون فاکتور V در آنجا وجود ندارد. به این پدیده، رشد اقماری می‌گویند. برای جداسازی این باکتری، بهترین محیط کشت، آگار فیلدز (Fildes agar)است. در محیط لوینتال (Levinthal medium)، سویه‌های کپسول دار، کلنی‌هایی با نمای رنگین کمانی تولید می‌کنند.

## درمان
هموفیلوس آنفلوآنزا با تولید آنزیم‌های بتالاکتاماز یا تغییر پروتئین‌های اتصالی به پنی سیلین، به بسیاری از آنتی‌بیوتیک‌ها مقاوم هستند. در موارد شدید عفونت از سفوتاکسیم و سفتریاکسون استفاده می‌شود. در موارد غیر شدید از آمپی سیلین و سولباکتام، سفالوسپورین‌های نسل دوم و سوم یا فلوروکوئینولون‌ها استفاده می‌شود. ماکرولیدها در بیماران حساس به آنتی‌بیوتیک‌های بتلاکتام، تجویز می‌گردد.

## پیشگیری
واکسن‌های مؤثر علیه هموفیلوس آنفلوآنزای تیپ b از اوایل دهه ۱۹۹۰ برای کودکان زیر ۵ سال و بیماران بدون طحال در دسترس می‌باشند. سازمان بهداشت جهانی، واکسن پنتاوالان علیه دیفتیری، کزاز، سیاه سرفه، هپاتیت B و هموفیلوس آنفلوآنزای تیپ b را پیشنهاد می‌کند. در واکسن پنتا والان از پروتئین‌های کنژوکه با پلی ساکاریدی کپسول باکتری هموفیلوس آنفولانزای تیپ b استفاده شده‌است.